# Tetrastigma annamense
Tetrastigma annamense är en vinväxtart som beskrevs av François Gagnepain. Tetrastigma annamense ingår i släktet Tetrastigma och familjen vinväxter. Inga underarter finns listade i Catalogue of Life.